# Tricholomataceae
Tricholomataceae é uma numerosa família de cogumelos pertencente à ordem Agaricales. Um clássico "táxon lixeira", a família inclui todos os gêneros brancos, amarelos ou cor-de-rosa dos Agaricales já não classificados como pertencentes à Amanitaceae, Agaricaceae, Hygrophoraceae, Pluteaceae ou Entolomataceae.
O nome deriva do grego trichos (τριχος), que significa cabelo e loma (λωμα), conceitualizando franja ou borda, embora nem todos os membros desta família exibam tal característica.
Arnolds (1986) e Bas (1990) colocarem os gêneros pertencente à família Hygrophoraceae dentro Tricholomataceae, mas essa classificação não é aceita pela maioria dos taxonomistas fúngicos.
Em 2014, um estudo recuperou sete gêneros monofiléticos dentro da família; Leucopaxillus, Tricholoma, Pseudotricholoma stat. nov, Porpoloma s.str, Dennisiomyces, Corneriella gen.nov. e Albomagister gen. nov. O objetivo do estudo foi delimitar os espécimes de Tricholomataceae altamente polifiléticos e identificar grupos monofiléticos dentro do clado Tricholomatoide, incluindo as famílias Tricholimoaceae, Entolomataceae e Lyophyllaceae. De acordo com este estudo, existem várias maneiras diferentes de distribuir o Porpoloma, que é altamente polifilético. Este estudo sugere que o gênero Porpoloma é distribuído em quatro grupos dentro do clado Trichlomatatic; Porpoloma s.str, Corneriella gen.nov. e Pseudotricholoma stat. nov. e Pogonoloma.
O nome "Tricholomataceae" é, no entanto, visto como tendo validade na descrição de Tricholoma e seus parentes próximos, e quaisquer outros gêneros podem, em algum momento futuro, ser descritos como parte de uma família monofilética, incluindo Tricholoma. Para esse fim, o Congresso Internacional de Botânica votou em duas ocasiões (1988 e 2006) para conservar o nome "Tricholomataceae" contra os nomes concorrentes. Essa decisão não invalida o uso de famílias segregadas das Tricholomataceae, mas simplesmente valida o uso continuado deste.
O extinto gênero Archaeomarasmius, descrito a partir do âmbar do período Turoniano em Nova Jérsia, é um dos quatro gêneros conhecidos de Agaricales no registro fóssil.